# Thesaurus Linguae Graecae
Der Thesaurus Linguae Graecae (TLG) ist ein Projekt zur Erstellung eines Wörterbuchs der griechischen Sprache von den Anfängen über die byzantinische Zeit bis zur Literatur der Gegenwart, unter Einschluss der dialektalen und demotischen Zeugnisse. Es wurde 1972 an der University of California, Irvine von Theodore F. Brunner begründet und hat bis heute fast alle überlieferten Textzeugen von Homer bis zum Fall Konstantinopels 1453 digitalisiert.
Der TLG wurde von 1985 bis 2000 auf CD-ROM vertrieben und ist inzwischen (für Abonnenten) online verfügbar. Eine Art Demo-Version bietet knappe Auszüge aus der Textsammlung. Benutzer der Datenbank dürfen die enthaltenen Texte nicht herunterladen oder kopieren.
Bis zum Dezember 2006 widmete sich das Team um den TLG der Lemmatisierung des Bestands. Zurzeit entwickelt es die Kodierung der griechischen Schrift mit Hilfe des ASCII-Zeichensatzes Betacode weiter.
Direktorin des Projektes ist derzeit Maria Pantelia.